# Супер Майк: Останній танець
«Супер Майк: Останній танець» (англ. Magic Mike's Last Dance) — фільм режисера Стівена Содерберга, сіквел фільму "Супер Майк XXL". Головну роль у картині грає Ченнінг Татум, прем'єра відбулася 10 лютого 2023 року.

## Сюжет
Головний герой фільмів франшизи про «Супер Майк» — досвідчений танцюрист, який працює у стриптиз-клубі.

## В ролях
- Ченнінг Татум — Супер Майк
- Сальма Хаєк — Максандра Мендоса
- Аюб Хан Дін — Віктор
- Джо Манганьєлло — Великий пеніс Річчі
- Меттью Бомер — Кен

## Виробництво та прем'єра
Проєкт було анонсовано 29 листопада 2021 року. Режисером фільму став Стівен Содерберг, сценаристом — Рід Керолайн, продюсером — Грегорі Джейкобс. Усі вони працювали над першими двома частинами франшизи; головну роль знову зіграє Ченнінг Татум. Актор у зв'язку з цим написав у соціальних мережах: «Що ж, світ, схоже, Майк повертається». Спочатку передбачалося ексклюзивно випустити картину на HBO Max, але у вересні 2022 було вирішено спочатку випустити її в театральний прокат. Прем'єра відбудеться 10 лютого 2023.